# Szachtar Nowowołyńsk
Szachtar Nowowołyńsk (ukr. Футбольний клуб «Шахтар» Нововолинськ, Futbolnyj Kłub "Szachtar" Nowowołynśk) – ukraiński klub piłkarski z siedzibą w Nowowołyńsku, w obwodzie wołyńskim.

## Historia
Chronologia nazw:
- ???—???: Szachtar Nowowołyńsk (ukr. «Шахтар» Нововолинськ)
- ???—1995: Szachta Nr 9 Nowowołyńsk (ukr. «Шахта №9» Нововолинськ)
- 1995—...: Szachtar Nowowołyńsk (ukr. «Шахтар» Нововолинськ)

Drużyna piłkarska Szachtar została założona w Nowowołyńsku i reprezentowała miejscową kopalnię węgla.
Zespół występował w rozgrywkach mistrzostw i Pucharu obwodu wołyńskiego.
W 1967 debiutował w rozgrywkach Pucharu ZSRR, a w następnym roku w Klasie B, 10 strefie ukraińskiej Mistrzostw ZSRR, ale zajął ostatnie 22 miejsce i pożegnał się z rozgrywkami na szczeblu profesjonalnym.
Od początku rozgrywek w niezależnej Ukrainie w sezonach 1992/93, 1993/94 i 1994/95 klub występował pod nazwą Szachta Nr 9 Nowowołyńsk w Mistrzostwach Ukrainy spośród drużyn amatorskich.
Potem powrócił do nazwy Szachtar Nowowołyńsk i kontynuował występy w rozgrywkach mistrzostw i Pucharu obwodu wołyńskiego.
W 2009 przystąpił do rozgrywek Pucharu Ukrainy spośród drużyn amatorskich.

## Sukcesy
- 22 miejsce w Klasie B, 10 strefie ukraińskiej:

1968

## Inne
- Wołyń Łuck